# Imanol Ortiz
Imanol Ortiz Amuriza (1960-2011) fue un músico español afincado en Cuba. 
Está considerado una figura de referencia de la corriente denominada latin-jazz. Percusionista de profesión, líder del grupo musical «Somos Amigos» desarrollo una importante actividad en la organización y producción de diferentes eventos musicales en Cuba y España, siempre en relación con la música cubana.
Fue varias veces nominado a los premios Grammy y obtuvo la Concha de Plata del Festival de Jazz de San Sebastián.

## Biografía
Imanol Ortiz Amuriza nació el la ciudad vizcaína de Bilbao en el País Vasco, España el 15 de junio de 1960. Realizó estudios musicales en el aula de jazz de Barcelona y percusión y batería en La Habana (Cuba) donde se graduó, en 1994, en la institución PERCUBA, en La Habana. En 1984 completa su formación como precusionista en Venezuela y Colombia estudiando ritmos latinos. De 1991 a 1993 estudia con Tata Güines y con Changuito en Cuba.
Se dedicó a instrumentos de percusión tocando tumbadoras, bongoes, timbales y percusión menor. Comenzó su carrera como músico y en 1981 toca con el grupo Holandés funky en Ámsterdam. Realizó varias grabaciones y trabajos con los ingleses Hondo (un grupo de música  reage) en 1983.
En 1985 llega a La Habana y comienza a trabajar en con el cuerpo de percusión de Tropicana. Poco después funda en Bilbao, el sexteto de latin-jazz Sabana que en 1987 ganaría el primer premio del festival de jazz de San Sebastián.
Trabajó con la orquesta de salsa y latin-jazz Experimental de  San Juan de Puerto Rico y hace colaboraciones con Omar Cuevas y Jesús García (Chunguito) en Barcelona.
En 1990 realiza diferentes trabajos y colaboraciones en la «Capital Condal» (trabaja con el guitarrista Jordi Bonell y el batería Andreu Simón en diferentes formaciones y con Gato Pérez, Jordi Bonell entre otros). Obtiene con su grupo Sabana (en el que se habían incorporado Jordi Bonell y Andreu Simón)  el 2º premio del festival de jazz de Guecho.
En 1992 crea la formación «Azúcar» en La Habana que lograría una mención especial en el festival de las "Bananas" de Ecuador y un notable éxito en México. 
En 1995 funda  el sexteto instrumental «Somos amigos»  con el que grabaría en 1996 el disco 
Da Cappo. Participa como precusionista en el disco de flamenco Undebel de Dieguito el cigala que se publicaría en 1998.
En 1999 graba el segundo disco de «Somos amigos»  titulado Pa’ Gozar y en el 2001 graba el tercer disco titulado Somos Amigos en los estudios ICAIC de La Habana el cual obtuvo una muy buena acogida en EE. UU. y Europa. Con «Somos amigos» graba, entre el año 2001 y 2004 los discos, Buscando el Rumbo, La Galea y Imaginate Cuba. En el año 2005 es nominado a Grammy por el tema Aquellas Pequeñas Cosas que está incluido en el disco «Cuba le Canta a Serrat».
El año 2007 «Somos amigos» se une al grupo «Sonsoneando» de Pio Leyva con el que hace varias giras internacionales.
El 19 de agosto de 2011 fallece en La Habana.

## Discografía de "Somos amigos"
- Da Cappo. 1996.
- Pa’ Gozar. 1999.
- Somos Amigos. 2001, Discográfica Envidia
- Buscando el Rumbo. 2003, Discográfica Discmeri
- La Galea. 2003, Discográfica Discmeri
- Imagínate Cuba. 2003, Discográfica Discmeri
- Cuba le canta a Serrat. 2005, Discográfica Discmeri